# Clanurile de pe Alpha
Clanurile de pe Alpha (1964) (titlu original Clans of the Alphane Moon) este un roman scris de Philip K. Dick, bazat pe povestirea Shell Game publicată pentru prima dată în revista Galaxy Science Fiction.

## Intriga
Războiul dintre Pământ și planeta dominată de insecte Alpha III s-a terminat de zece ani. (Conform romanului, "Alpha" se referă la cea mai apropiată stea de sistemul nostru, Alpha Centauri). La câțiva ani de la încetarea ostilităților, Pământul intenționează să securizeze noua colonie independentă din sistem, Alpha III M2. Ca fost institut psihiatric pentru coloniștii din celelalte sisteme alphane care nu s-au adaptat stresului colonizării, satelitul lume a fost dominat de pace ani de zile. Dar, sub pretextul unei misiuni medicale, Pământul intenționează să reia controlul asupra coloniei.
Alt plan al acțiunii urmărește divorțul dintre Chuck Rittersdorf și soția lui, Mary. Deși speră să urmeze drumuri diferite, cei doi se trezesc din nou alături pe Alpha III M2. Mary călătorește acolo în interes de serviciu, trimisă de guvern, în timp ce Chuck vede în acest voiaj șansa de a o ucide pe Mary folosind simulacrul său comandat la distanță. Pe acest drum, este călăuzit de vecinul său de pe Ganymede, Lordul Moluscă Alergătoare, iar Mary ajunge să fie manipulată de către simpatizatorul alphanilor, comicul Bunny Hentman.

## Clanurile
Pe Alpha III M2, grupurile cu probleme psihice s-au separat în pseudo-etnii asemănătoare castelor. Locuitorii au format șapte clanuri:
Paranii sunt oameni care suferă de paranoia. Sunt o clasă a oamenilor de stat, al căror reprezentant în consiliul suprem este Gabriel Baines și a căror așezare se numește Adolfville (după numele lui Adolf Hitler). Este localizată în sectorul nordic de pe Alpha III M2 și este puternic fortificată. Aici se află clădirea consiliului suprem, cea mai mare din Adolfville.
Manii suferă de manie. Ei sunt cea mai activă clasă, una războinică, fiind reprezentați de Howard Straw. Așezarea lor se numește Culmea Da Vinci, caracterizată prin diversitate și dezordine, lipsa unei unități estetice, "un talmeș-balmeș de proiecte incomplete, începute și neterminate vreodată". De asemenea, aici se află transmițătorul TV de pe Alpha III M2. Se presupune că ar exista tensiuni între ei și parani, manii încercând continuu să organizeze o lovitură de stat.
Skizii suferă de schizofrenie. Ei corespunzând clasei poeților, unii dintre ei fiind vizionari religioși. Delegatul skizilor la adunarea bi-anuală din Adolfville este Omar Diamond, iar orașul lor, Ioana d’Arc, este "sărac din punct de vedere material, dar bogat în valori perene".
Hebii suferă de hebefrenie, așezarea lor fiind Gandhitown, iar reprezentantul Jacob Simon. Celelalte clanuri îi consideră folositori doar pentru munca manuală. Gandhitown arată ca "o groapă de gunoi nelocuită, plină cu locuințe de carton". Unii dintre hebi sunt vizionari religioși, întocmai ca și skizii, dar au înclinația de a produce sfinți, în timp ce schizofrenicii produc bigoți. Un exemplu îl constituie "faimosul sfânt heb, Ignatz Ledebur, care radiază spiritualitate în timp ce călătorește din oraș în oraș, răspândind căldura personalității sale inocente". Alt personaj heb notoriu este Sarah Apostoles care, împreună cu Omar Diamond și Ignatz Ledebur formează "așa numitul Triumvirat Sfânt".
Polyii suferă de schizofrenie polimorfică. Delegata lor în consiliul suprem este Annette Golding, iar așezarea lor se numește Hamlet Hamlet. Sunt membri creativi ai societății, producând idei noi. Copiii tuturor clanurilor de pe Alpha III M2 se nasc în Polys și merg la școala comună, nediferențiindu-se până în jurul vârstei de zece-unsprezece ani. Unii nu capătă vreo caracteristică anume, lăsând să se înțeleagă că, probabil, nu au niciun fel de probleme psihice.
Obcomii sunt cei cu sindrom obsesiv-compulsiv, delegatul lor fiind Ingred Hibbler. Numele așezării lor nu este specificat. Ei sunt funcționarii și proprietarii de birouri ai societății, care nu au idei originale. Conservatorismul lor echilibrează radicalismul poliylor și asigură stabilitatea societății.
Depii suferă de depresie clinică. Reprezentantul lor în consiliul suprem este Dino Watters, iar numele așezării lor este Domeniul Cotton Mather, unde ei trăiesc "într-o nesfârșită și adâncă tristețe”.

## Vezi și
- 1964 în științifico-fantastic